# Дом Науру
Дом Науру (официальное название Коллинс-Стрит 80) — 52-этажное здание в Мельбурне, Австралия.
По окончании строительства стало самым высоким зданием в городе, пока в 1980 году этот рекорд не был побит. Строительство здания велось с 1972 по 1977 годы и стало частью инвестиционной программы правительства Науру. Здание восьмиугольное и в настоящее время имеет алюминиевый фасад. Общая площадь 50,5 тыс. м². Высота без башни на крыше 183 м, с ней 190 м.
Экономический кризис заставил правительство Науру продавать свою зарубежную собственность, и сейчас Дом Науру принадлежит Квинслендской инвестиционной корпорации.